# Sela na Krasu
Sela na Krasu – wieś w Słowenii, w gminie Miren-Kostanjevica. W 2018 roku liczyła 149 mieszkańców.